# HMAS AE1 (1914)
HMAS AE1 was een Australische onderzeeboot van de E-klasse. De boot was bemand met zowel Australische als Britse manschappen. De boot nam samen met de zusterboot AE2, tijdens de Eerste Wereldoorlog, deel aan de bezetting van Duits-Nieuw-Guinea. Nadat de boot vanuit Herbertshöhe voor een patrouille vertrok keerde hij niet meer terug. De oorzaak van het verlies van de AE1 is nooit duidelijk geworden.

## Wrak gelokaliseerd
Op 21 december 2017 werd bekend dat het Nederlandse schip Fugro Equator het wrak van de HMAS AE1 heeft gevonden voor de kust van het Duke of York-eilanden in Papoea-Nieuw-Guinea. Na 103 jaar en 13 zoekacties trof men de boot aan op radarbeelden. Het is nog altijd onduidelijk waardoor de boot is gezonken. De Australische marine hoopt dat te kunnen achterhalen, nu de boot is gelokaliseerd.